# Det Internationale Handelskammer
 Der er for få eller ingen kildehenvisninger i denne artikel, hvilket er et problem. Du kan hjælpe ved at angive troværdige kilder til de påstande, som fremføres i artiklen.

Det Internationale Handelskammer eller the International Chamber of Commerce, ICC, er en international paraplyorganisation for nationale brancheorganisationer fra de relevante dele af det private erhvervsliv, i Danmark Dansk Erhverv, som repræsenterer og servicerer 18.000 medlemsvirksomheder.
Det Internationale Handelskammer er den største og mest favnende erhvervsorganisation i verden. ICC repræsenterer 45 millioner virksomheder i over 100 lande.
ICC's netværk af udvalg og eksperter repræsenterer alle erhvervssektorer. De opretholder også kontakt med FN, Verdenshandelsorganisationen og andre mellemstatslige organisationer.
En væsentlig del af ICCs aktiviteter handler desuden om at servicere international handel ved at udvikle og tilbyde en lang række standard aftaler til lettelse heraf. I forlængelse heraf tilbydes en voldgiftsinstitution, af stor betydning i internationale retstvister om kommersielle forhold.